# Microcebus gerpi
Microcebus gerpi is een zoogdier uit de familie van de dwergmaki's (Cheirogaleidae). De wetenschappelijke naam van de soort werd voor het eerst geldig gepubliceerd door Radespiel et al. in 2012.

## Ontdekking en taxonomie

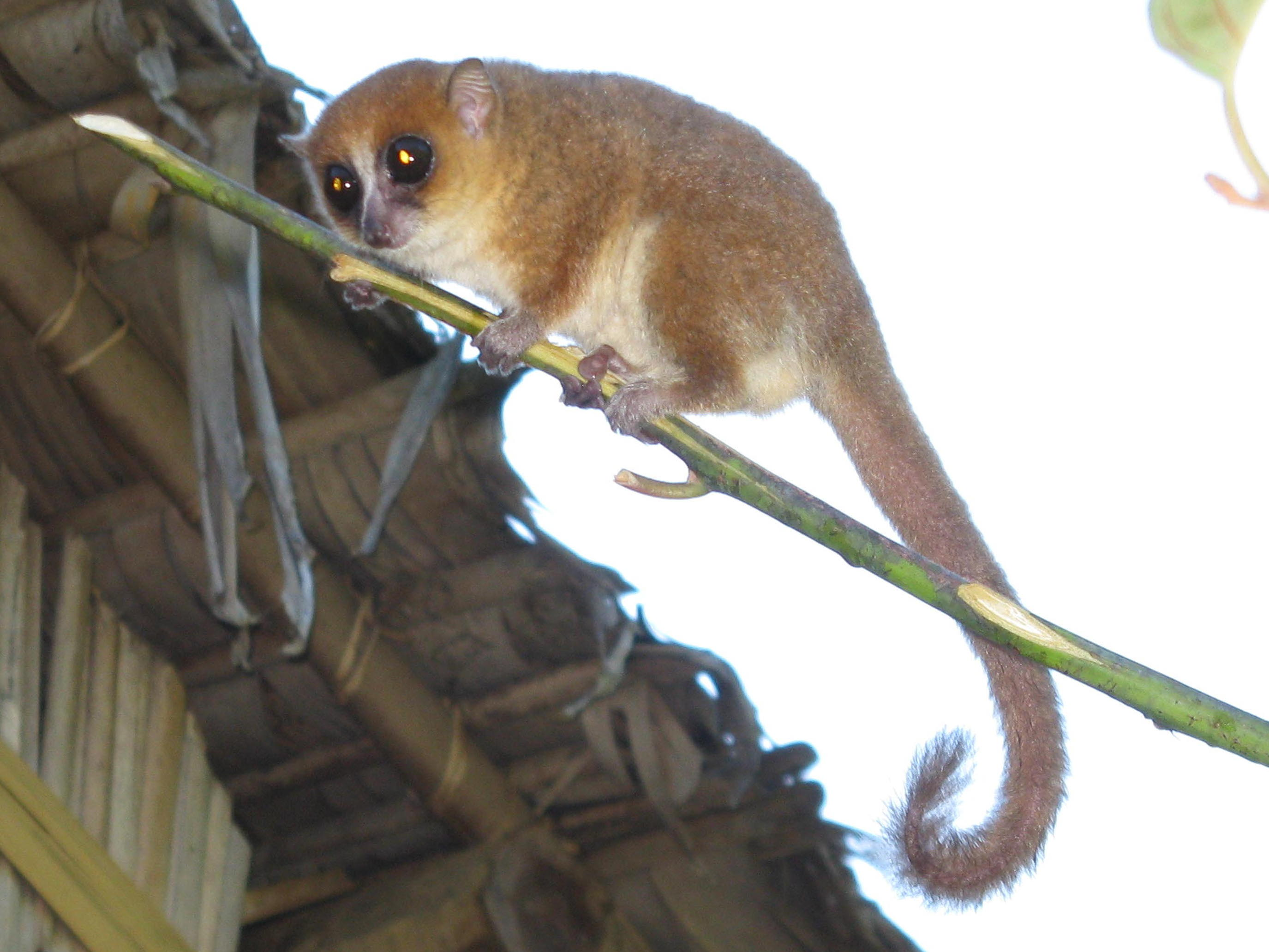
Het eerste exemplaar, gevangen op 25 juni 2009

Een team van Duitse en Malagassische leden van de Malagassische organisatie Groupe d'Étude et de Recherche sur les Primates de Madagascar maakte in 2009 een studie naar de muismaki's in het Sahafina-bos, een laaglandbos in het oosten van Madagaskar, vlak bij het nationaal park Andasibe Mantadia. Dit gebied was nog nooit eerder door biologen onderzocht. Op 25 juni vingen ze het eerste exemplaar van Microcebus gerpi. Ze beseften niet dat het een onbeschreven soort betrof en volgden de standaard onderzoekmethoden: ze namen monsters voor genetisch onderzoek, voerden metingen uit, maakten foto's en lieten hem weer vrij. Later deden ze hetzelfde met nog twee exemplaren.
Na verder onderzoek bleek dat de exemplaren fysieke verschillen vertoonden met andere muismaki's in de omgeving van het ontdekkingsgebied. De staarten waren 22% langer dan die van M. jollyae. Bovendien is M. gerpi 14 gram zwaarder dan M. lehilahytsara. Na genetisch onderzoek van de monsters bleek dat Microcebus gerpi ook genetisch afweek van deze soorten en van M. simmonsi, die ten noorden van M. gerpi voorkomt.
De wetenschappelijke naam werd voor het eerst geldig gepubliceerd in 2012. De soortnaam gerpi is afgeleid van GERP, de afkorting van de organisatie waartoe het onderzoeksteam behoren.

## Kenmerken
Microcebus gerpi weegt ongeveer 68 gram (beide geslachten) en is vergeleken met andere muismaki's een relatief grote maki. Zijn dichtbehaarde bruingrijze staart is relatief lang, ongeveer 147 millimeter. In de staart kan hij vet opslaan voor het droge seizoen. Net als alle muismaki-soorten in de laaglandbossen heeft Microcebus gerpi kleine oren, 19 tot 20 millimeter. De randen van de oren zijn donkerbruin gekleurd.
De vacht is bruingrijs met een brede rossige lijn over de rug, de ledematen zijn donkerder gekleurd en de onderzijde is crème-wit. De rossige kop heeft donkerbruine kringen rond de ogen en een witte streep over de neusbrug.

## Gedrag
Net als alle dwergmaki's is Microcebus gerpi een nachtdier dat waarschijnlijk vrijwel zijn hele leven in bomen doorbrengt. Over zijn verdere gedrag is nog slechts weinig bekend en moet nog verder bestudeerd worden.

## Verspreiding en leefgebied
Microcebus gerpi is alleen aangetroffen in het Sahafina-bos en beboste landbouwgronden in de omgeving, een verspreidingsgebied van 25 vierkante kilometer. Het sahafina-bos ligt op een hoogte van 29 tot 230 meter boven de zeespiegel en heeft een oppervlakte van 15,6 vierkante kilometer. Hier wordt nog steeds gekapt om plaats te maken voor landbouwgrond. Onderzoekers achten het mogelijk dat Microcebus gerpi ook voorkomt in laaglandbossen in de omgeving.
Naast vermindering van leefgebied vormt de jacht een andere bedreiging voor Microcebus gerpi en er zijn geen beschermde gebieden in zijn omgeving. De beschermingsstatus van de soort is daarom geklasseerd als 'kritiek' op de Rode Lijst van de IUCN.